# Necrolestes
Necrolestes és un gènere extint de mamífers de la família monotípica dels necrolèstids (Necrolestidae) que visqueren a Sud-amèrica durant el Miocè inferior, fa entre 16,3 i 21 milions d'anys. Se n'han trobat restes fòssils a les províncies argentines de Chubut i Santa Cruz. Les seves adaptacions a un estil de vida subterrani en complicaren la classificació. Es calcula que devia tenir una llargada de cap a gropa de 15 cm i un pes de 80-120 g. És el mamífer no teri més recent conegut fins ara. La seva aparició 30-35 milions d'anys després de l'extinció dels altres meridiolèstides en fa un exemple notable de l'efecte Llàtzer. El nom genèric Necrolestes significa ‘lladre de cadàvers’.